# ブルース・プリチャード
ブルース・プリチャード（Bruce Prichard、1963年3月7日 - ）は、アメリカ合衆国のプロレス関係者。テキサス州パサデナ出身。元WWF世界タッグ王者 "ドクター" トム・プリチャードの実弟だが、ブルースはプロレスラーではない。
ブラザー・ラブ（Brother Love）の変名で知られ、1980年代末から1990年代初頭にかけて、WWFにてヒールのインタビュアーやコメンテーターを担当。以降は2008年まで、WWEのブッキング・コンサルタントとしてストーリーラインの構成を手掛けた。近年はインディー団体のプロデューサーとして活動している。

## 来歴
テキサス州ヒューストンのプロモーターだったポール・ボーシュのオフィスにて、リングアナウンサーとしてプロレス業界でのキャリアをスタートさせる。時折レフェリーも務め、ボーシュと提携していたビル・ワットのUWFでも働いていたが、1980年代後半、ボーシュがヒューストンのテリトリーをビンス・マクマホンに売却したことにより、WWFに活動の場を移した。
1988年6月より、テレビ伝道師をデフォルメしたヒールのキャラクター、ブラザー・ラブとしてWWFに登場。オールバックに眼鏡、白スーツとネクタイに赤いシャツというスタイルで番組のホストを務め、"The Brother Love Show" なるインタビューコーナーも担当。ヒール陣営を賛美する一方で、ハルク・ホーガンをはじめとするベビーフェイスのゲストを愚弄して観客のブーイングを煽り、最後にはベビーフェイスに叩きのめされるというパターンで会場を沸かせた。その弁舌を活かし、1990年秋にWWFにデビューしたジ・アンダーテイカーの初期のマネージャーも担当している。
1992年に一時WWFを離れてテキサスに戻り、ダラスのインディー団体GWFでの活動を経て、1993年よりWWFに復帰。パット・パターソンやジャック・ランザのもとでブッキング業務に携わり、以降クリエイティブ・チームの重要メンバーとなってWWEの隆盛を支えた。ブラザー・ラブのギミックも時折復活させ、2001年4月1日の『レッスルマニアX-Seven』では、レスラー経験がないにもかかわらず、選手として白スーツ姿でギミック・バトルロイヤルに出場した。
2003年2月6日放送の『スマックダウン』では久々にアンダーテイカーと邂逅、当時アンダーテイカーと抗争していたビッグ・ショーからの「贈り物」として巨大な箱の中から登場し、自身が初代マネージャーであったことを恩着せがましくアピールしたが、チョークスラムとツームストーン・パイルドライバーでKOされている。
以降も『スマックダウン』のライターを担当していたが、2008年12月1日、ステファニー・マクマホンによってWWEを解雇された。ビンス・マクマホンのイエスマンとしてネガティブなイメージを持たれていたことに加え、スタンフォード本社でのミーティングにほとんど出席しなくなるなど、勤務態度の悪化が原因とされている。
2010年10月、バックステージのエージェント兼プロデューサーとしてTNAと契約、2013年7月に解雇された後、2017年3月より復職した。
2018年1月22日、ニューヨークで開催された『RAW』の25周年記念大会において10年ぶりにWWEへ登場。同年3月からはMLWのシニア・プロデューサーとして活動していたが、2019年10月、エリック・ビショフの後任としてスマックダウンのエグゼクティブ・ディレクターに就任、WWEのクリエイティブ・チームに復帰した。

## 決め台詞
"I Loooooooooove Yoouuuuuuuuuuuuu!" 